# 尸斑

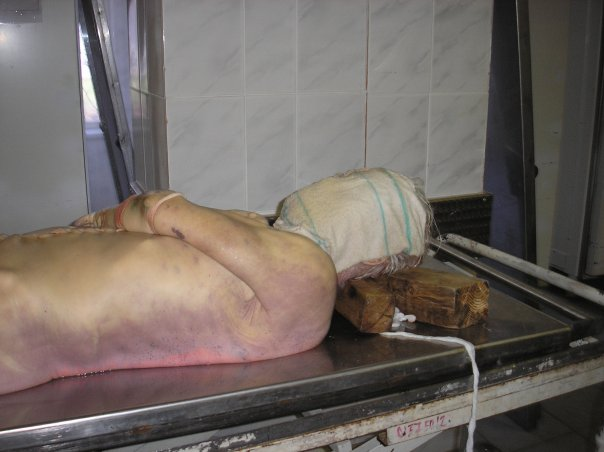
屍體上的屍斑。

尸斑（拉丁語：livor mortis）是动物死亡后，血液循环停止，血液缺乏动力而沿着血管网坠积于尸体低下部位，红血球从血清中进一步分离沉积，在表皮下形成可见的暗红色到暗紫红色瘀斑现象。最初是云雾状、条块状，最后逐渐形成片状。尸斑为第二死亡期。
人类的尸斑一般在死亡后0.5-2小时开始出现，5-6小时的时候融合成大片。6小时以前的尸斑施以指压可以消失，24小时的时候完全固定。法医学上尸斑可以用来推测死亡时间和尸体是否被移动。也可用於推測死因，例如：氰化物中毒呈現櫻桃紅色、一氧化碳中毒呈現鮮紅色、凍死呈現粉紅色等。